# Gottlieb Brandsch
Gottlieb Brandsch (* 21. April 1872 in Mediasch; † 14. März 1959 in Hermannstadt) war ein siebenbürgischer evangelischer Pfarrer und Volksliedsammler.

## Leben und Werk
Gottlieb Brandsch studierte von 1890 bis 1894 in Berlin, Leipzig, Jena und Klausenburg Theologie, Philosophie, Literaturgeschichte und antike Sprachen. Daneben trieb er autodidaktisch auch musikalische Studien. Er wurde zunächst Lehrer und 1907 Pfarrer, zuerst in Schaal, dann in Bodendorf. Nach seiner Pensionierung 1936 leitete er bis 1947 die Handschriftenabteilung des Brukenthal-Museums in Hermannstadt. Daneben widmete er sich der Erforschung, der Sammlung und der Dokumentation des siebenbürgischen Volksliedes.
Gottlieb Brandsch schrieb unter anderem Zur Metrik der siebenbürgisch-deutschen Volksweise (Hermannstadt 1905), das Liederbuch für die deutsche Jugend in Rumänien (Schässburg 1925), Siebenbürgisch-deutsche Volkslieder (Hermannstadt 1931, Neuausgabe von Friedrich Wilhelm Schusters Siebenbürgisch-sächsischen Volkslieder, 1865), Siebenbürgisch-deutsche Volksballaden (Hermannstadt 1936 bis 1938).